# 브록 피어스

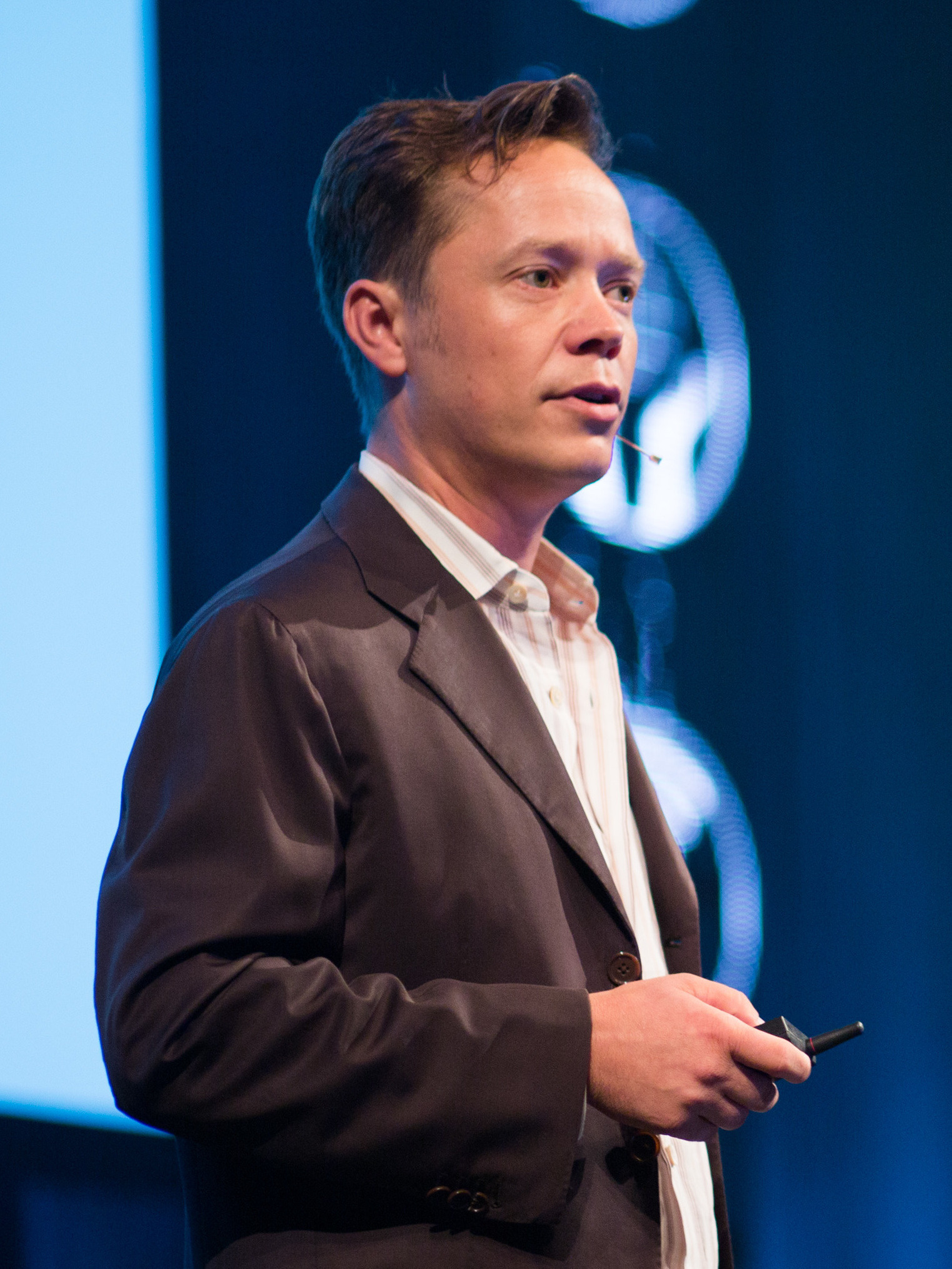

브록 피어스(Brock Pierce, 1980년 11월 14일 ~ )는 미국의 영화배우, 사업가이다.
미네소타주에서 태어났다.

## 영화
- 라이드 (1997년) - 대니 오닐 역
- 어스 마이너스 제로 (1996년)
- 리틀 프레지던트 (1996년)
- 쥬니어는 문제아 3 (1995년)
- 리퍼 맨 (1995년)
- 세가지 소망 (1995년) - 스콧 역
- 마이티 덕 2 (1994년)
- 마이티 덕 (1992년)